# Puerto de Alcudia
El Puerto de Alcudia (Port d'Alcúdia, en catalán) es una localidad española y un puerto situados en el municipio de Alcudia, Islas Baleares.

## Comunicaciones
- Alcudia - Ciudadela (Balearia)
- Alcudia - Barcelona (Balearia, Iscomar)